# Alfons Szczerbiński
Alfons Szczerbiński (ur. 2 kwietnia 1858 w Gostyniu, zm. 25 marca 1895 w Śremie) – polski kompozytor muzyki klasycznej.

## Życiorys
Urodzony 2 kwietnia 1858 w Gostyniu, syn Franciszka, starszego sekretarza sądowego i Julii z Kostrzewskich. Wczesną młodość spędził w Śremie. Swoje pierwsze kompozycje tworzył już wieku siedmiu lat, z tego okresu pochodzi jedna z jego dziecięcych kompozycji pod tytułem „Fantazja”. Będąc gimnazjalistą brał czynny udział w życiu muzycznym. Grał publicznie na organach i występował w roli akompaniatora na koncertach szkolnych. Po ukończeniu gimnazjum wyjechał na studia do Berlina, jednak ze względu na brak środków przerwał po dwóch latach naukę w konserwatorium. W 1880 zdał egzamin do Królewskiej Akademii Sztuk Pięknych. Komisja egzaminacyjna dostrzegła w nim talent przyznając mu podwójne stypendium. W 1883 uzyskał absolutorium. Po powrocie do kraju został nauczycielem muzyki u hrabiego Platera w Niekłaniu. Wówczas powstało wiele jego kompozycji: sonaty, dzieła kameralne oraz pieśni na głos i fortepian. W 1893 wyjechał do Krakowa, gdzie został nauczycielem muzyki dzieci z rodzin arystokratycznych. W wyniku odrzucenia jego prośby o posadę w Konserwatorium Krakowskim Szczerbiński coraz częściej myślał o poświęceniu się służbie Bożej. Podczas rozmów w Starym Sączu z przeorem oo. redemptorystów – ojcem Łubieńskim w sprawie przyjęcia ślubów zakonnych uległ zaczadzeniu w tamtejszym hotelu. Ciężko chorego Alfonsa zabrała do Śremu jego siostra. Tam, nie odzyskawszy już zdrowia, zmarł 25 marca 1895 i został pochowany na miejscowym cmentarzu.
Duża część jego kompozycji została zniszczona w czasie I wojny światowej, a część utworów z ostatniego okresu twórczości spalił prawdopodobnie sam kompozytor. Dzięki staraniom bratanicy kompozytora, Marii Szczerbińskiej, ocalało około 65 utworów, z tego 13 wydanych drukiem. Jego twórczość po raz pierwszy została wydana na płycie w 2012 w wykonaniu francuskiego pianisty Christophe’a Alvareza. W 2019 jego utwory nagrał Robert Adamczak.

## Dyskografia
- Alfons Szczerbiński: Piano Works (2012)[1]
- Alfons Szczerbiński: Utwory fortepianowe (2019)[2]
- Alfons Szczerbiński: Complete piano works volume 1 (2021)[1]
- Alfons Szczerbiński: Complete piano works volume 2 (2022)[3]